# کوپاونیک (راشکا)
کوپاونیک (به صربی: Kopaonik) یک منطقهٔ مسکونی در صربستان است که در Raška واقع شده‌است. کوپاونیک ۲۵٫۹۵ کیلومتر مربع مساحت و ۱۹ نفر جمعیت دارد.